# 佩夏內島
74°21′N 116°01′E / 74.350°N 116.017°E

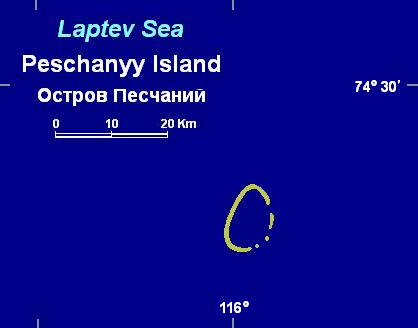

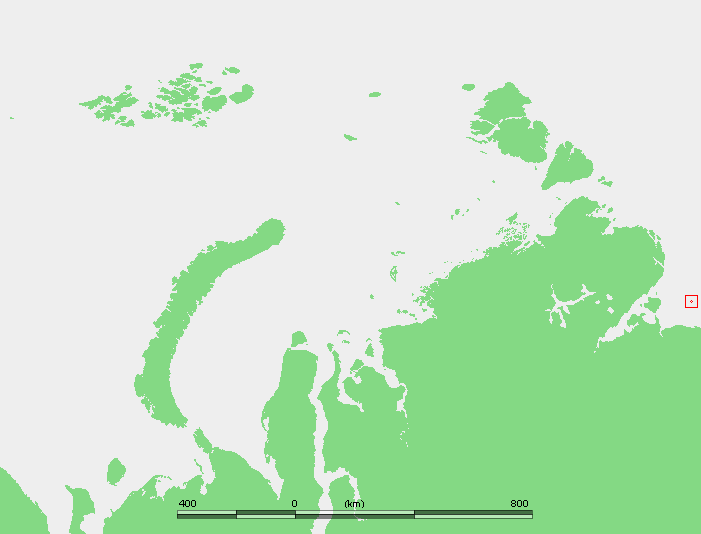

佩夏內島是俄羅斯的島嶼，位於拉普捷夫海，距離大別吉切夫島74公里，由薩哈共和國負責管轄，該島中央有潟湖，受北極氣候影響，島上無人居住。

## 外部連結
- Location（页面存档备份，存于）
- Sailing News and Directory
- Alpha Global Expedition （页面存档备份，存于）
- Geographic location
- Leykina Island （页面存档备份，存于）
- On Russian explorations